# Pic Barlow
Pour les articles homonymes, voir Barlow.
Le pic Barlow (en anglais : Barlow Peak) est un sommet montagneux situé dans le parc national de Yellowstone, dans le comté de Teton au Wyoming aux États-Unis. Il culmine à une altitude de 2 935 m.
Nommé par Arnold Hague en 1885, il tire son nom du capitaine John Whitney Barlow, l'un des premiers ingénieurs topographiques à avoir participé à la cartographie du parc.

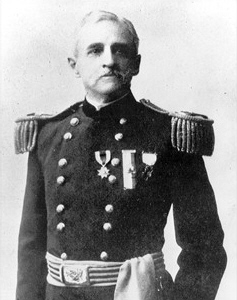
John Whitney Barlow qui donne son nom au pic Barlow.